# Swinton O. Scott III
Swinton O. Scott III est un réalisateur de télévision américain pour les séries télévisées d'animation. Il est aussi animateur et artiste de storyboard.
Il est principalement connu pour son travail pour Les Simpson, mais il a aussi travaillé sur Futurama et sur Dieu, le diable et Bob.

## Filmographie

### Réalisateur

#### PourLes Simpson
| Année | Titre                                    | Titre original             | Saison | Épisode | Scénariste          |
| ----- | ---------------------------------------- | -------------------------- | ------ | ------- | ------------------- |
| 1995  | Et avec Maggie ça fait trois             | And Maggie Makes Three     | 6      | 13      | Jennifer Crittenden |
| 1995  | Il faut Bart le fer tant qu'il est chaud | The PTA Disbands           | 6      | 21      | Jennifer Crittenden |
| 1996  | Faux permis, vrais ennuis                | Bart on the Road           | 7      | 20      | Richard Appel       |
| 1997  | Marge Business                           | Realty Bites               | 9      | 9       | Dan Greaney         |
| 1998  | Pour quelques milliards de plus          | The Trouble with Trillions | 9      | 20      | Ian Maxtone-Graham  |
| 1998  | Homer, garde du corps                    | Mayored to the Mob         | 10     | 9       | Ron Hauge           |
| 1999  | Beau comme un camion                     | Maximum Homerdrive         | 10     | 17      | John Swartzwelder   |

#### Autres
- 1993 : A Cool Like That Christmas
- 2000 : Les Griffin (1 épisode)
- 2000-2001 : Dieu, le diable et Bob (3 épisodes)
- 2001-2003 : Futurama (4 épisodes)
- 2002-2004 : Quoi d'neuf Scooby-Doo ? (4 épisodes)
- 2021 : Le Journal d’un dégonflé

### Animateur
- 1984 : Fitness and Me: Why Exercise?
- 1989-1990 : Les Simpson (10 épisodes)
- 1991-1992 : Les Tiny Toons (5 épisodes)
- 1992 : Batman (6 épisodes)
- 1992 : La Famille Addams (13 épisodes)
- 2004 : Batman (5 épisodes)
- 2004 : Kangourou Jack : G'Day, U.S.A.!
- 2005-2008 : Camp Lazlo (28 épisodes)
- 2007 : Camp Lazlo : Où est Lazlo ?
- 2008 : Underfist: Halloween Bash
- 2010 : Avengers : L'Équipe des super-héros (7 épisodes)
- 2010-2011 : G.I. Joe : Renegades (7 épisodes)

### Artiste de storyboard
- 1984 : Les Amichaines (13 épisodes)
- 1984 : Les Entrechats
- 1985 : Les Muppet Babies (13 épisodes)
- 1986 : Clair de lune (2 épisodes)
- 1989 : Little Nemo: Adventures in Slumberland
- 1989 : Tortues Ninja : Les Chevaliers d'écaille (41 épisodes)
- 1990 : Super Baloo (1 épisode)
- 1992 : La Bande à Dingo (1 épisode)
- 1992 : Les Tiny Toons (1 épisode)
- 1993-1995 : Les Simpson (3 épisodes)
- 2002 : Quoi d'neuf Scooby-Doo ? (1 épisode)
- 2010-2012 : Les Pitous (19 épisodes)

## Récompenses
- 2003 : Nomination pour le Primetime Emmy Award du meilleur programme d'animation de moins d'une heure pour l'épisode Ceux qui m'aiment prendront le chien de Futurama
- 2004 : Nomination pour le Daytime Emmy Award du meilleur programme animé spécial pour Static Choc
- 2007 : Primetime Emmy Award du meilleur programme d'animation de moins d'une heure pour l'épisode Où est Lazlo ? de Camp Lazlo